# Château de la Tournelle
Ne doit pas être confondu avec Hôtel des Tournelles.
Le château de la Tournelle, aujourd'hui disparu, était situé à Paris, en bord de Seine, rive gauche, sur le quai qui lui doit son nom, approximativement à l'emplacement occupé actuellement par le restaurant La Tour d'Argent. Il fut également appelé « prison des galériens ».

## Historique

### La tour Saint-Bernard
L'enceinte de Philippe Auguste, qui entourait Paris au début du XIIIe siècle, était arrêtée en bord de seine par quatre tours, deux en amont et deux en aval, qui verrouillaient les accès par le fleuve en cas d'invasion. À l'ouest, sur la rive droite la tour du coin, attenante au château du Louvre, avec en face, sur l'autre rive, la tour Philippe-Hamelin. À l'est, sur la rive droite la tour Barbeau, avec en face, sur la rive gauche, la tour Saint-Bernard construite en 1185, ainsi nommée à cause de sa proximité avec le Collège des Bernardins.
Sans qu'on en ait retrouvé de trace, un système défensif devait fermer l'île Saint-Louis située entre ces deux tours, avec une tourelle au nord faisant face à la tour Barbeau, au centre la tour Loriaux et au sud une troisième tourelle faisant face à la tour Saint-Bernard. Bien que de dimension considérable, cette tour était également appelée « tournelle des Bernardins ». Selon l'usage de l'époque, une chaîne pouvait être tirée entre les fortifications, de part et d'autre du fleuve, pour interdire le passage des embarcations:

« À chacune de ces tours étoient attachées de grosses chaînes qui traversoient la rivière, & étoient portées sur des bateaux plats, disposés de distance en distance. »

Sous Charles VII on perça la muraille sur le flanc nord de cette tour pour y installer une porte fortifiée nommée porte Saint-Bernard.

### Le château de la Tournelle
La tour Saint-Bernard fut démolie, peut-être sous le règne de Charles VI, et remplacée par le château de la Tournelle, parfois appelé fort de la Tournelle, une petite bastide carrée flanquée de plusieurs tournelles. Tombé en ruine, il fut réparé en 1554 sous le règne d'Henri II. Perdant au fil du temps tout intérêt défensif, le château était sans affectation lorsqu'il fut, à la demande de Vincent de Paul, transformé en dépôt pour les galériens. Du fait de cette destination, le château de la Tournelle était aussi appelé « tour des galériens » ou « prison des galériens ». Ces derniers devaient précédemment attendre à la Conciergerie le départ d'une « chaîne » de galériens pour le port de Marseille qui ne s'effectuait que deux fois par an, le 25 mai et le 10 septembre:   

« Vincent de Paul, aumônier-général des galères, voulant améliorer le sort des condamnés, obtint du roi Louis XIII, en 1632, la permission de loger les galériens dans ce château ; et les prêtres de la congrégation des missions étrangères, fondée par lui-même, furent chargés de l'administration de la nouvelle geôle, sous la surveillance du procureur général du Parlement. »

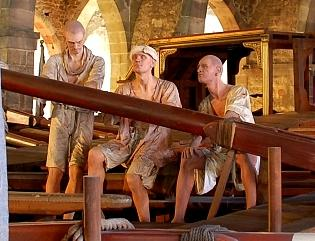
Galériens enchaînés sur leur banc.

Les conditions de vie des condamnés y étaient épouvantables. Une des conséquences de la révocation de l'édit de Nantes fut l'envoi aux galères des protestants surpris à exercer leur culte ou tentant d'émigrer. Le témoignage de l'un d'eux, Jean Marteilhe, qui y séjourna en novembre 1712 est édifiant :

« C'est un grand cachot, ou pour mieux dire une spacieuse cave, garnie de grosses poutres de bois de chêne posées à distance les unes des autres d'environ trois pieds. Ces poutres sont épaisses d'à peu près deux pieds et sont rangées et attachées de telle sorte au plancher qu'on les prendrait à première vue pour des bancs, mais qui ont un usage beaucoup plus incommode. Sur ces poutres sont attachées de grosses chaînes de fer, de la longueur d'un pied et demi et au bout de ces chaînes est un collier de même métal. Lors donc que les malheureux galériens arrivent dans ce cachot, on les fait coucher à demi pour que leur tête appuie sur la poutre. Alors on leur met le collier au col, on le ferme et on le rive sur une enclume à grands coups de marteau. Comme ces chaînes à collier sont distantes les unes des autres de deux pieds, et que les poutres en ont pour la plupart une quarantaine de longueur, on y enchaine vingt hommes à la file, et aux autres en proportion de leur grandeur. »

Comme l'écrit Marc Vigié:

« Des soupiraux puissamment défendus délivraient parcimonieusement l'air et la lumière aux condamnés. Sous leur salle, se trouvaient des caves plus basses que le niveau du sol, si bien que les eaux s'y infiltraient en permanence et, lors des crues, caves et cachots subissaient des inondations qui obligeaient à évacuer les prisonniers.»
« Le cachot lui-même n'était jamais chauffé et la paille servant de litière était changée deux fois par mois lorsque les arrêts du Parlement étaient respectés. Les exhalaisons des fosses d'aisance, jamais curées, qui empestaient l'atmosphère menaçaient de débordements redoutables, et les fortes chaleurs de l'été rendaient la promiscuité encore plus pénible dans cet espace clos et obscur. »

Pendant la Révolution, les galériens furent transférés en 1790 dans le ci-devant collège des Bernardins voisin. Le 16 juin 1791, sur la proposition de La Rochefoucauld, l'Assemblée nationale confirmait la décision de démolir conjointement le château de la Tournelle et la porte Saint-Bernard (qui était située juste à côté) pour la somme d'un million de francs. Cette démolition fut effective en 1792 et il ne reste plus aujourd'hui aucun vestige de ces constructions.

## Galerie

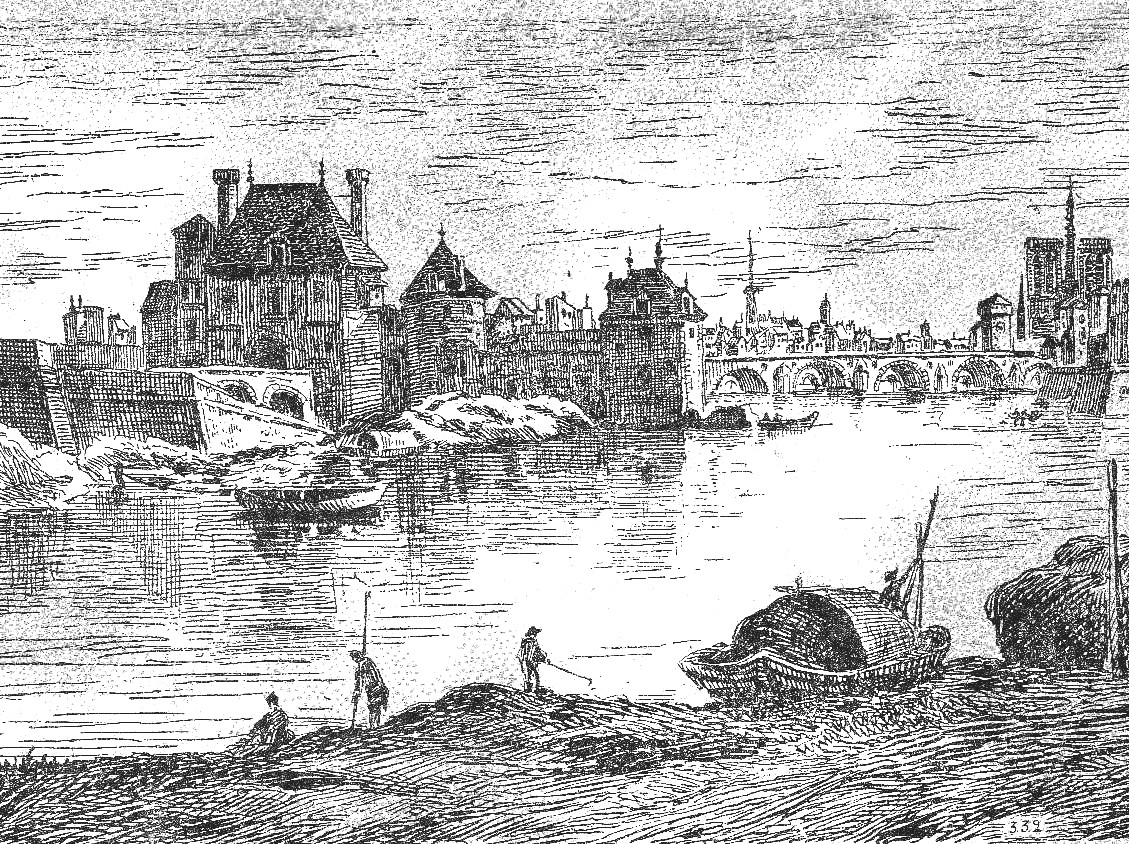
Quai et porte Saint-Bernard, château de la Tournelle et ancien pont de la Tournelle en 1635.
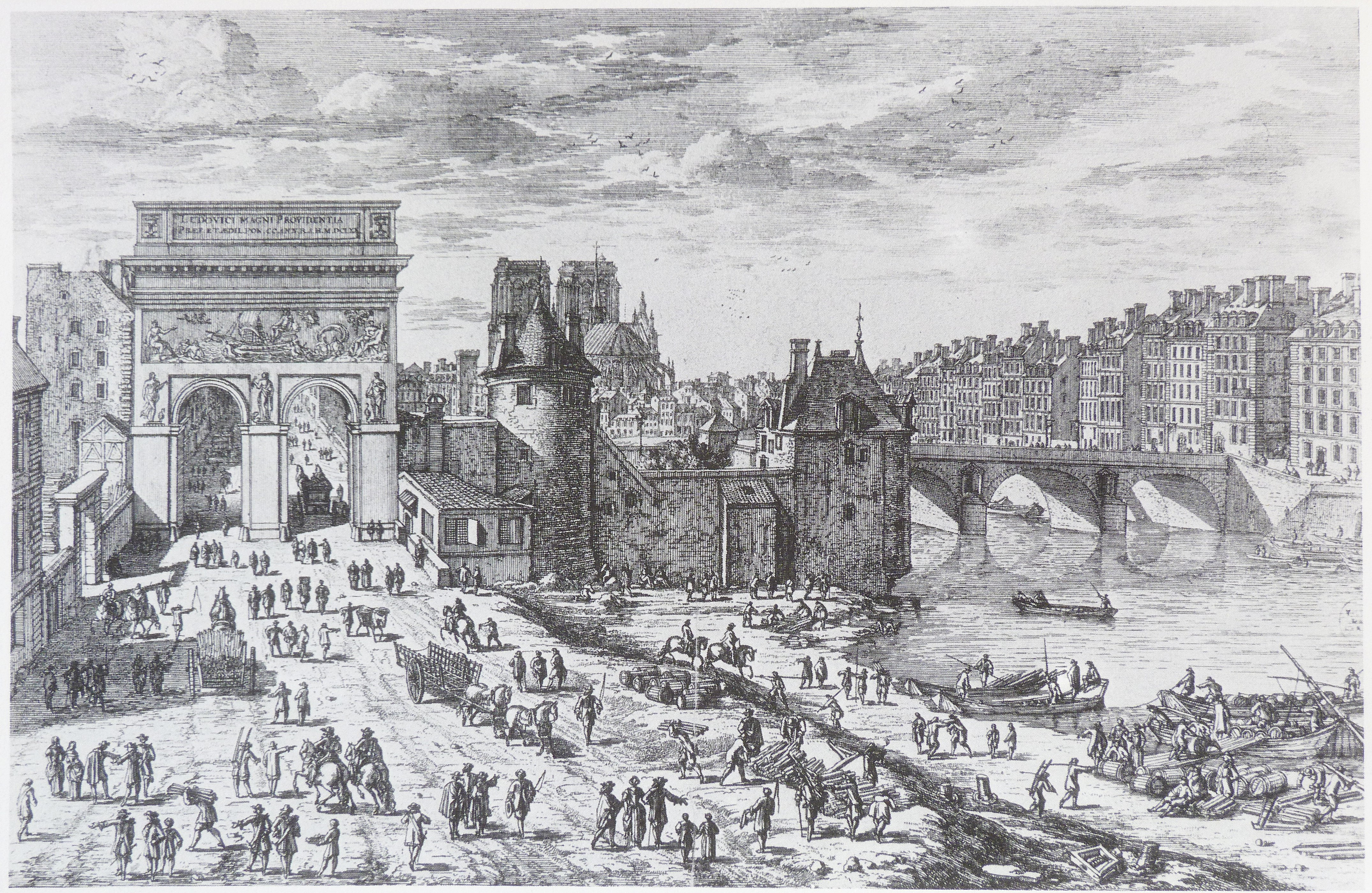
Porte Saint-Bernard et château de la Tournelle sur une gravure d'Adam Pérelle, vers 1680.
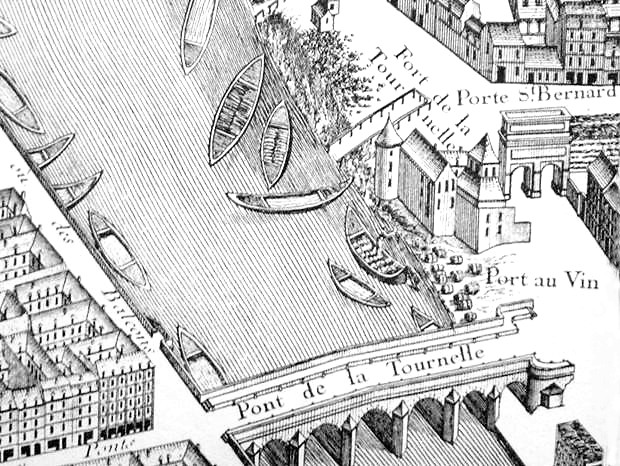
Quartier du château de la Tournelle en 1734.
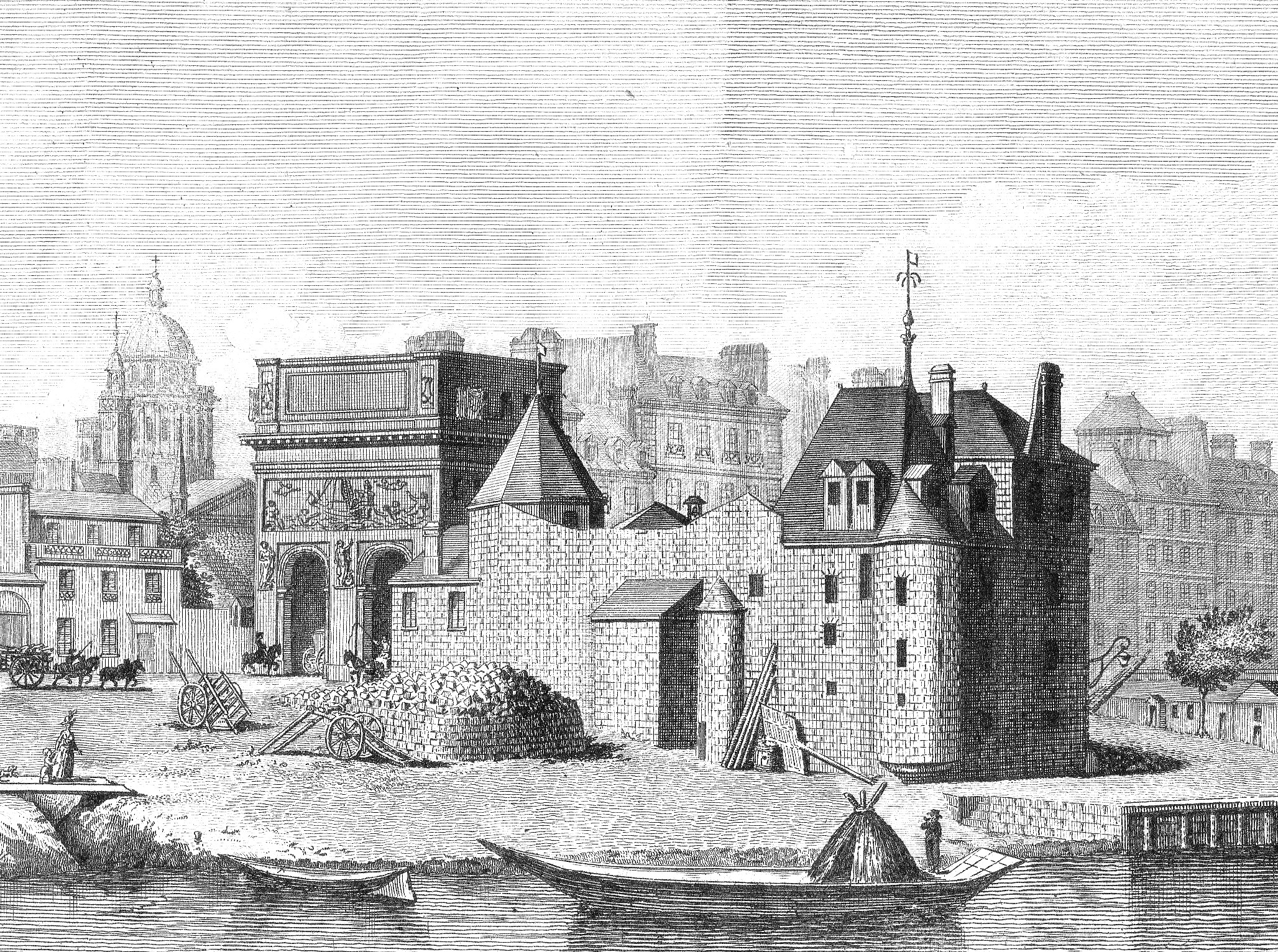
Porte Saint-Bernard et château de la Tournelle vers 1780.

## Remarque
Le château de la Tournelle, situé en bord de Seine, ne doit pas être confondu avec l'hôtel des Tournelles sur l'emplacement duquel a été construite l'actuelle place des Vosges.